# Kommandant der Seeverteidigung Südjütland
Der Kommandant der Seeverteidigung Südjütland, kurz Seekommandant Südjütland, war ein regionaler Küstenbefehlshaber der deutschen Kriegsmarine im Zweiten Weltkrieg, der dem Kommandierenden Admiral Skagerrak unterstellt war. Die Dienststelle ging im April 1944 aus dem bisherigen Abschnitt dänische Westküste und Teilen des Abschnitts Südjütland hervor. Aus dem Rest des Abschnitts Südjütland wurde die Seekommandantur dänische Inseln gebildet. Der Stab befand sich in Esbjerg.

## Abschnitt dänische Westküste
Der Abschnitt dänische Westküste war der Vorläufer der Seekommandantur Südjütland. Er wurde nach der Besetzung Dänemarks im April 1940 aufgestellt und erstreckte sich von der deutschen Grenze bis zum Limfjord. Dem Kommandanten im Abschnitt waren folgende Verbände und Dienststellen unterstellt:
- Hafenschutzflottille Esbjerg
- Hafenkapitän/-kommandant Esbjerg
  - Marineausrüstungsstelle Esbjerg
- Hafenkommandant Thyborøn (mit der Umwandlung zum Seekommandantur Nordjütland)
- Marineflakabteilung 204 (Esbjerg, zuvor Westerland)

Kommandanten:
- Kapitän zur See Gottfried Mollmann: von der Aufstellung bis Juni 1940, später Kommandant der Seeverteidigung von Südholland
- Korvettenkapitän Ulrich Jakobs: von Juli 1940 bis April 1941
- Korvettenkapitän/Fregattenkapitän z. V. Oskar Steckelberg: von April 1940 bis März 1944, ehemaliger Kommandant von u. a. UB 6 und UC 4
- Fregattenkapitän Kurt Besthorn: April 1944 (Auflösung der Dienststelle)

## Seekommandantur Südjütland
Im April 1944 wurde der Abschnitt dänische Westküste zur Seekommandantur Südjütland umgewandelt, wobei der Zuständigkeitsbereich angepasst wurde. Er erstreckte sich an der Nordseeküste von der deutsch-dänischen Grenze (ohne die Insel Röm) bis zur Südspitze des Ringköbingfjords. An der Ostsee erstreckte er sich von der deutsch-dänischen Grenze bis zum Randers Fjord. Ihm unterstanden folgende Verbände und Dienststellen:
- Hafenschutzflottille Esbjerg (ab September 1944 16. Sicherungsflottille, einsatzmäßig unterstellt der 8. Sicherungs-Division)
- Hafenkommandant Aarhus (vom Abschnitt Nordjütland)
- Hafenkapitän Grenaa
- Hafenkapitän Fredericia
- Marineartillerieabteilung 518 (Fanø, aufgestellt im September 1944)
- Marineartillerieabteilung 523 (Grenaa)
- Marineartillerieabteilung 524 (Aarhus)
- Marineflakabteilung 204 (Esbjerg)
- Marineflakabteilung 717 (Aarhus)

Die Marineartillerie- und Marine-Flak-Stellungen bildeten zusammen mit Verbänden der anderen Wehrmachtsteile an der dänischen Westküste einen Teil des Atlantikwalls. Die Geschütze stammten teilweise von außer Dienst gestellten Kriegsschiffen wie dem deutschen Schlachtschiff Gneisenau und dem dänischen Küstenpanzerschiff Peder Skram.
Seekommandanten:
- Fregattenkapitän Kurt Besthorn: April/Mai 1944, ehemaliger Kommandant des Abschnitts dänische Westküste
- Kapitän zur See Franz Bauer: von Mai 1944 bis zur Auflösung der Dienststelle, ehemaliger Kommandant im Abschnitt Emden und Seekommandant Loire–Gironde